# Culex cuyanus
Culex cuyanus är en tvåvingeart som beskrevs av Duret 1968. Culex cuyanus ingår i släktet Culex och familjen stickmyggor. Inga underarter finns listade i Catalogue of Life.